# I Will Always Love You
〈I Will Always Love You〉는 돌리 파튼의 노래로, 돌리 파튼의 열세 번째 정규 앨범 《Jolene》의 수록곡이다.
1992년, 영화 《보디가드》의 OST로 쓰인 휘트니 휴스턴의 버전곡이 발매되었다. 1994 그래미상 시상식에서 올해의 레코드상을 수상했다. 빌보드 핫 100 차트 14주 1위와 연간 1위를 하였으며, 음악사상 역대 최다 판매 싱글 중 하나가 되었다. 또한, 음악사상 여성 개인이 발매한 싱글 중 최다 판매된 싱글로 기록되고 있다.  2012년 휘트니가 사망한 이후 곡은 빌보드 핫 100 차트 3위 권에 다시 한 번 들었다.